# Lepanthes trichocaulis
Lepanthes trichocaulis är en orkidéart som beskrevs av Carlyle August Luer och Rodrigo Escobar. Lepanthes trichocaulis ingår i släktet Lepanthes och familjen orkidéer. Inga underarter finns listade i Catalogue of Life.